# Analatos-Maler

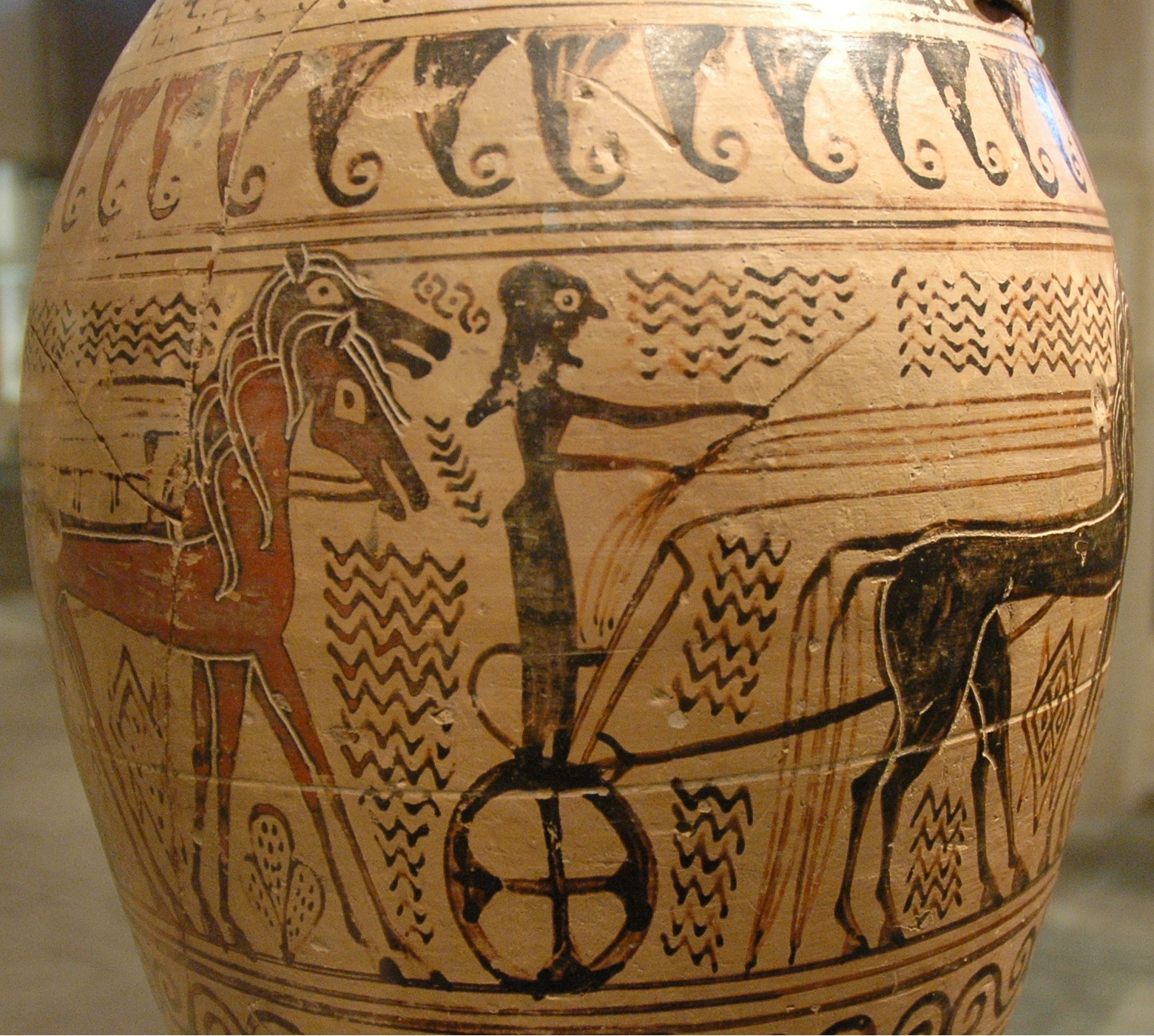
Prozession von Zweigespannen auf einer Loutrophore im Louvre, um 690 v. Chr.

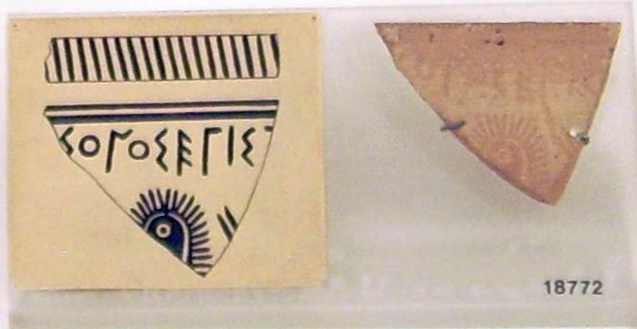
Fragment einer Votivtafel mit der ältesten bekannten gamalten Inschrift in griechischer Sprache, um 700–675 v. Chr., gefunden auf Ägina, dem Archäologischen Nationalmuseum Athen von Sir John Boardman überlassen

Der Analatos-Maler war ein attischer Vasenmaler des frühen Protoattischen Stils. Seine Schaffensperiode wird, wie die seines Zeitgenossen Mesogeia-Maler, etwa zwischen 700 und 675 v. Chr. angesetzt.
Der Name des Analatos-Maler ist nicht überliefert. Seinen Notnamen bekam er nach dem attischen Gebiet Analatos (heute Nea Smyrni), wo man mehrere seiner Werke bei archäologischen Grabungen fand. Bei seiner Namenvase handelt es sich um eine Hydria. Er steht am Übergang vom geometrischen zum frühprotoattischen Stil. Er gilt als Schüler des spätgeometrischen Stathatou-Malers. Die ersten ihm zugeschriebenen Werke führte er noch in der älteren Technik aus. So zeigte er auf einer geometrisch verzierten Hydria eine ägyptisch beeinflusste Prothesis. Dieser Einfluss des Orients sollte für den folgenden protoattischen (den sogenannten orientalisierenden) Stil, für den der Künstler einer der Hauptvertreter ist, prägend sein. Kennzeichnend für den neuen Stil waren Fabeltiere, Sphingen, bei denen Gesichter und Flügel ausgespart waren, sich locker bewegende Männer- und Frauenreigen, Kabelmuster und Rosetten. Seine älteste bekannte Amphora (heute in Oxford) wird in der Bauchzone von einer Reihe von Zweigespannen – ähnliche Darstellungen finden sich beispielsweise auch auf einer Loutrophore im Louvre – geziert. In vielen Details bleibt der Maler noch dem alten Stil verpflichtet. Neben Amphoren und Hydrien verzierte er auch Kratere, Schüsseln und Deckel. Möglicherweise war er neben seinem Wirken als Vasenmaler auch Töpfer.
Ein dem Maler zugeschriebenes Votivtäfelchen ist mit Resten einer Inschrift (ΣΟΝΟΣΈΓΙΣΤ, sonos epist) versehen, was für die Schreibkundigkeit des Malers spricht. Zudem handelt es sich dabei um die älteste heute bekannte gemalte Inschrift in griechischer Sprache.